# Federica Tafuro
Federica Tafuro (* 7. Oktober 1989 in Triest) ist eine ehemalige italienische Grasskiläuferin. Sie nahm von 2004 bis 2006 an internationalen Grasskirennen teil.

## Karriere
Tafuro bestritt ihre ersten internationalen Rennen bei der Juniorenweltmeisterschaft 2004 in Rettenbach. Dabei kam sie aber nur als Vorletzte bzw. Letzte auf Platz neun im Riesenslalom und im Super-G. Auch bei den FIS-Rennen in Traisen und Rettenbach im Juni und Juli 2005 konnte sie sich mit zwei neunten und zwei zehnten Plätzen nur im Schlussfeld klassieren. Am 18. und 19. Juni 2005 startete Tafuro in L’Aquila erstmals im Weltcup, wurde aber in beiden Slaloms disqualifiziert. Ihre ersten und in diesem Jahr auch einzigen Weltcuppunkte gewann sie am 17. Juli mit Rang elf im zweiten Super-G von Forni di Sopra, womit sie im Gesamtweltcup der Saison 2005 den 13. und zugleich letzten Platz belegte. Bei den italienischen Meisterschaften 2005 erreichte sie Platz drei im Super-G und Rang vier im Slalom, an der Junioren-WM 2005 nahm sie nicht teil.
Zu Beginn des Jahres 2006 fuhr Tafuro in den FIS-Rennen von Traisen auf Platz zehn im Super-G und Rang zwölf im Riesenslalom. Im Juli startete sie bei der Juniorenweltmeisterschaft 2006 in Horní Lhota u Ostravy, kam aber auch diesmal mit Rang sechs im Slalom und in der Kombination sowie Rang acht im Super-G nur als Vorletzte bzw. Letzte ins Ziel. Die einzigen Weltcuppunkte der Saison 2006 holte sie am 3. September mit Rang elf im Super-G von Forni di Sopra und kam damit im Gesamtweltcup wie schon im Vorjahr nur auf den letzten Platz. Seit 2007 nimmt sie an keinen Rennen mehr teil.

## Erfolge

### Juniorenweltmeisterschaften
- Rettenbach 2004: 9. Riesenslalom, 9. Super-G
- Horní Lhota u Ostravy 2006: 6. Slalom, 6. Kombination, 8. Super-G

### Weltcup
- Zwei Platzierungen unter den besten 15